# Aristolochia ophioides
Aristolochia ophioides är en piprankeväxtart som beskrevs av L. Marion Heredia. Aristolochia ophioides ingår i släktet piprankor, och familjen piprankeväxter. Inga underarter finns listade i Catalogue of Life.